# Wienerfilharmonikernas nyårskonsert 2017

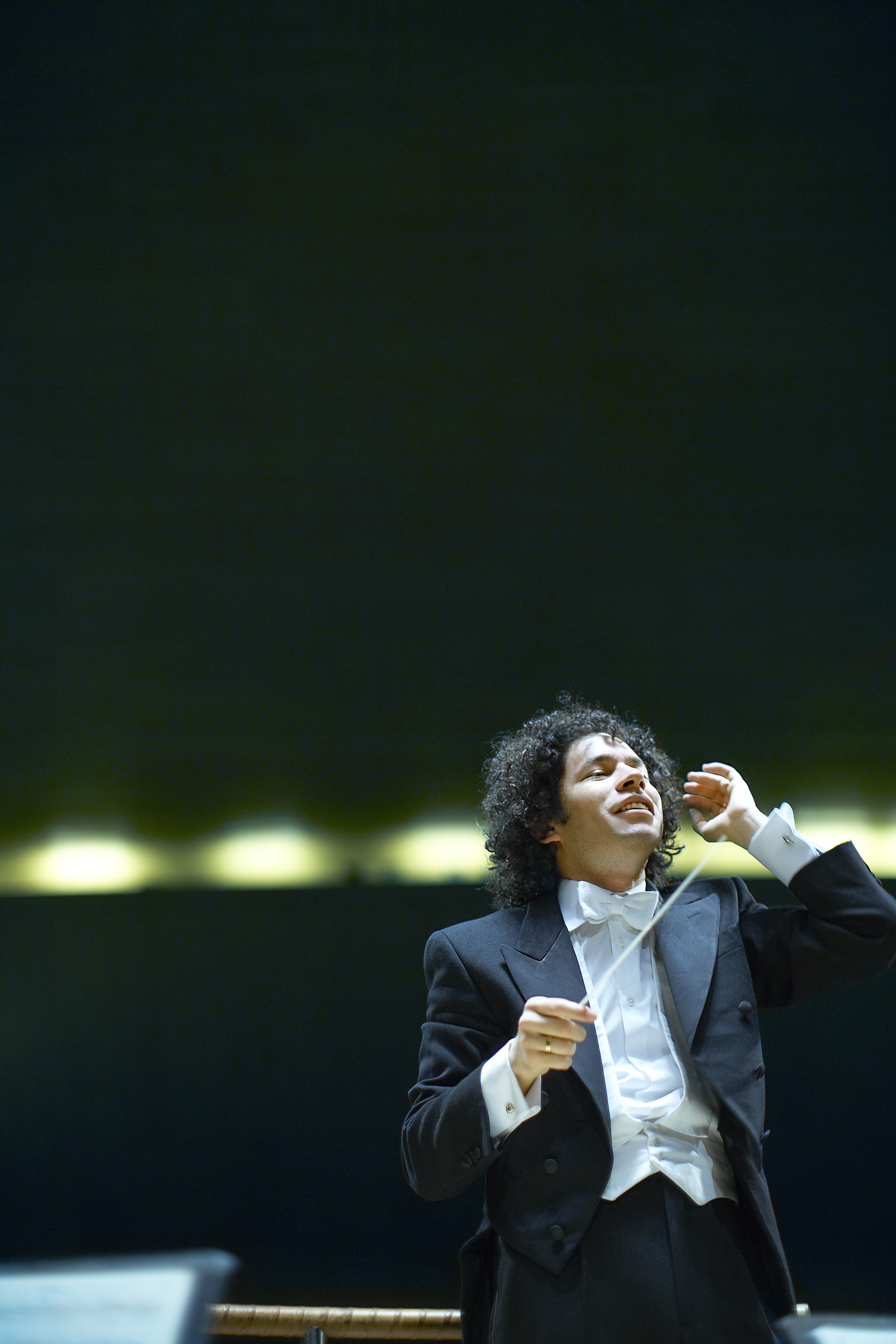
Gustavo Dudamel

Wienerfilharmonikernas nyårskonsert 2017 räknas som den 77:e nyårskonserten från Wien och ägde rum den 1 januari 2017 i Wiens Musikverein. Dirigent var för första gången Gustavo Dudamel, som med sina 35 år var den dittills yngste dirigenten av en nyårskonsert.

## Historia
Strikt räknat var det Wienerfilharmonikernas 73:e nyårskonsert, eftersom det inte var förrän 1946 som namnet introducerades. Dessutom var det den 78:e Årsskifteskonserten, då det vid årsskiftet 1939/40 gavs en Außerordentliches Konzert (extraordinär konsert) av Wienerfilharmonikerna, som dock ägde rum på nyårsafton 1939. Från 1941 dirigerades nyårskonserten av Clemens Krauss, med undantag för åren 1946 och 1947 då Krauss förbjöds att dirigera på grund av sin närhet till nazistregimen och ersattes av Strausspecialisten Josef Krips.
Efter Clemens Krauss död 1955 följde Willi Boskovsky, konsertmästare i Wienerfilharmonikerna, som dirigerade konserten 25 gånger i rad. Från 1980 till 1986 följde sju konserter med dirigenten Lorin Maazel, som tjänstgjorde som chef för Wiener Staatsoper från 1982 till 1984. Därefter beslutade Wienerfilharmonikerna att bjuda in en ny dirigent varje år.

## Konserten
Musikvereins kör, Wiener Singverein, deltog för första gången i en nyårskonsert med Mondaufgang ur Otto Nicolais opera Muntra fruarna i Windsor. Nicolai grundade Wienerfilharmonikerna 1842. Orkestern firade 2017 sitt 175-årsjubileum och sågs för första gången i en ny konsertdräkt designad av Vivienne Westwood och Andreas Kronthaler. Programmet innehöll åtta verk som aldrig framförts tidigare och som en överraskning blåste orgeln silverstoff över publiken. I programmet hyllade filharmonikerna kejsarinnan Maria Teresias 300-årsdag, uruppförandet av valsen An der schönen blauen Donau för 150 år sedan, grundandet av Wiens klockmuseum för hundra år sedan och sitt eget 175-årsjubileum. Till polkan ’S gibt nur a Kaiserstadt, ’s gibt nur a Wien visades bilder av Maria Teresia-monumentet, Hofburg, Schönbrunn och Theresian Akademie, till valsen Die Extravaganten bilder från stuteriet Piber, träningscentret Heldenberg och den Spanska ridskolan.

### Publiken
Vid Wienerfilharmonikernas 77:e nyårskonsert tog många kända personligheter återigen plats i auditoriet. Bland annat Österrikes tidigare president Heinz Fischer och hans fru Margit, Tysklands försvarsminister Ursula von der Leyen, EU-kommissionär Johannes Hahn och Österrikes utrikesminister Sebastian Kurz deltog i konserten den 1 januari.

## Program
Programmet innehöll nio verk som aldrig framförts tidigare och hela programmet presenterades den 15 november 2016:

### 1:a delen
- Franz Lehár: Nechledil-Marsch, ur operetten Wiener Frauen*
- Emil Waldteufel: Les Patineurs (Skridskoåkarna), Vals, op. 183*
- Johann Strauss den yngre: ’S gibt nur a Kaiserstadt, ’s gibt nur a Wien, Polka, op. 291
- Josef Strauss: Winterlust, Polka schnell, op. 121
- Johann Strauss den yngre: Mephistos Höllenrufe, Vals, op. 101*
- Johann Strauss den yngre: So ängstlich sind wir nicht, Schnell-Polka, op. 413

### 2:a delen
- Franz von Suppé: Ouvertyr till Pique Dame*
- Carl Michael Ziehrer: Hereinspaziert!, Vals ur operetten Der Schätzmeister, op. 518
- Otto Nicolai: Mondaufgang ur operan Muntra fruarna i Windsor, Singverein der Gesellschaft der Musikfreunde in Wien*
- Johann Strauss den yngre: Pepita-Polka, op. 138*
- Johann Strauss den yngre: Rotunde-Quadrille, op. 360*
- Johann Strauss den yngre: Die Extravaganten, Vals, op. 205*
- Johann Strauss den äldre: Indianer-Galopp, op. 111
- Josef Strauss: Die Nasswalderin, Polka mazur, op. 267**
- Johann Strauss den yngre: Auf zum Tanze! Polka schnell, op. 436*
- Johann Strauss den yngre: Tausend und eine Nacht, Vals efter motiv i operetten Indigo und die 40 Räuber
- Johann Strauss den yngre: Tik-Tak-Polka, Polka schnell, op. 365

### Extranummer
- Eduard Strauss: Mit Vergnügen, Polka schnell, op. 228
- Johann Strauss den yngre: An der schönen blauen Donau, Vals, op. 314
- Johann Strauss den äldre: Radetzkymarsch, op. 228

Verkförteckningen och verkens ordning finns på Wienerfilharmonikernas webbplats.
 Verk markerade med * spelades för första gången vid en nyårskonsert.
**Die Nasswalderin publicerades som Die Naßwalderin, Ländler im Tempo der Polka Mazurka av förlaget C.A.Spina 1869. Men i programmet betecknas den som Polka mazur.

## Balettinslag
Kostymerna för de två dansmellanspelen designades av Christof Cremer, som senast var ansvarig för designen vid nyårskonserten 2012. För första gången sedan 2010 skapades koreografin av Renato Zanella. Dansmellanspelen till valsen Hereinspaziert ur operetten Der Schätzmeister av Carl Michael Ziehrer spelades in i augusti 2016 under ledning av Michael Beyer, inspelningsplatser var för första gången i en nyårskonsert Hermesvillan och Lainzer Tiergarten. Tio solister från Wiens statsbalett dansade: Liudmila Konovalova och Robert Gabdullin, Ketevan Papava och Eno Peci, Nina Poláková och Denys Cherevychko, Franziska Wallner-Hollinek och Mihail Sosnovschi samt Alice Firenze och Davide Dato. Den andra dansföreställningen var inte förinspelad, utan dansades live av elever från balettakademin i Wiens Musikverein. Damernas kostymer för valsen Hereinspaziert var inspirerade av rummen i Hermesvilla och dess första innehavare, kejsarinnan Elisabeth, vars 180-årsdag kommer att firas 2017. Männens dräkter var dekorerade till minne av Militärkapellmeister Ziehrer.

## Pausfilm
Pausfilmen till nyårskonserten 2017 hade titeln Der Rhythmus von Wien / The Rhythm of Vienna och spelades in sommaren 2016 under ledning av Robert Neumüller. Filmen handlade om valsens början. Tibor Kovác spelade sitt eget arrangemang av Carnevale di Venezia, op. 10 av Niccolò Paganini, variationer på Min hatt den har tre kanter. Förutom flera ensembler från Wienerfilharmonikerna (Ensemble Koll, Ensemble Wien) återfanns andra grupper som Die Kolophonistinnen, bestående av fyra 14-åriga cellister, och groovin'Tango quINNtett. Dansscenerna med 25 till 30 danspar repeterades av ceremonimästaren vid Wiens operabal, Roman Svabek. Inspelningen ägde rum i Burggarten, framför och i Kunsthistorisches Museum, i verkstaden för Scheer-företaget, hos juveleraren  A. E. Köchert och även på norra tornet i Stefansdomen. Den cirka 24 minuter långa filmen producerades av Felix Breisach Media Workshop.

## TV-utsändningar
För fjärde gången i rad var regissören Michael Beyer ansvarig för den 59:e ORF-sändningen, med 17 HDTV-kameror. Konserten sändes i 93 länder runt om i världen. För den amerikanska TV-kanalkedjan PBS var Julie Andrews värd för åttonde gången.
I Österrike såg i genomsnitt 876 000 musikentusiaster den första delen. Den andra delen sågs av i genomsnitt 1.119 miljoner tittare. Pausfilmen sågs av i genomsnitt 1 028 000 personer.

## Inspelningar
Dubbel-CD:n släpptes den 9 januari 2017 och var ett av de mest sålda albumen i Österrike. DVD och Blu Ray-Disc släpptes den 27 januari 2017.